# Франсуа Олоне
Жан-Давид Но (фр. Jean-David Nau), больше известный как Франсуа л’Олоне́ или Франсуа л’Олонуа (то есть уроженец Олона — «оло́нец», «олонский», фр. François l’Olonnais; 1630—1671) — французский флибустьер, промышлявший в Карибском море в середине XVII века, руководитель первого удачного сухопутного штурма крепости, предпринятого береговыми братьями. В русских текстах прозвище Олоне́ встречается также в вариантах написания л’Олонэ, Лолоне.

## Биография
Жан-Давид родился во Франции в местечке Ле-Сабль-д’Олон (Пуатье) предположительно в 1630 году. В возрасте двадцати лет он нанялся солдатом в Вест-Индскую компанию. После службы он жил на Эспаньоле среди французских буканьеров, а спустя три года сам стал буканьером в Сан-Доминго. В те годы между Францией и Испанией шла долгая, кровопролитная война. Участвуя в своих первых вылазках против испанцев, храбрый и жестокий Олоне обратил на себя внимание губернатора Тортуги, который решил, что такому отважному пирату можно доверить целый корабль с командой, и не просчитался. Олоне лихо захватывал вражеские суда, привозил на Тортугу богатую добычу.
В морских сражениях Олоне был столь жесток, что испанцы дрались до последнего, зная, что пощады никому не будет. В свою очередь, ему тоже не приходилось рассчитывать на милость в случае неудачи.
Так, в один из походов корабль Олоне был застигнут штормом и затонул недалеко от берега, вблизи города Кампече, полуостров Юкатан. Высадившийся на берег экипаж был атакован испанцами. Это была настоящая бойня. Кастильские солдаты уже были наслышаны о «подвигах» новоявленного флибустьера и его головорезов и не щадили никого. Раненому в руку Олоне удалось чудом остаться в живых — перемазавшись с ног до головы своей и чужой кровью, он спрятался под трупами своих убитых товарищей и дождался ночи. Пробравшись в город, Франсуа подговорил нескольких рабов украсть рыбацкий баркас, на котором они и преодолели 1200 морских миль до Тортуги.
Встреча с воинственными подданными Филиппа IV, закончившаяся гибелью почти всей команды, еще больше озлобила неукротимого француза. А история о его чудесном спасении вызвала бурный отклик среди «берегового братства». Среди пиратов высоко ценились «живучие» капитаны, и теперь Олоне легко мог набрать самую отборную команду флибустьеров.
Вскоре желающих пограбить под командованием Олоне набралось достаточно, но подходящего корабля у капитана не было. Пришлось вновь обратиться за «помощью» к испанцам. Глухой весенней ночью пираты подкараулили в устье одной из кубинских рек десятипушечный испанский корабль, капитан которого неосторожно решил набрать в этом месте пресной воды. Бесшумно подобравшись к борту корабля на нескольких каноэ, флибустьеры мигом захватили его и загнали всех матросов и солдат в трюм.
Здесь Олоне полностью проявил себя. Встав над люком с обнаженной саблей, он по очереди вызывал пленников наверх и тут же, ни слова не говоря, отрубал им головы, положив начало легенд о его кровожадности и жестокости.
Из всей команды брига только один моряк избежал жестокой казни. Ему Олоне передал письмо для губернатора Кубы (в то время — испанская колония), в котором торжественно поклялся, что не оставит в живых ни одного испанца, встретившегося на его пути, и подробно расписал, что он сделает с самим губернатором, если тот попадет ему в руки. Говорят, что после того, как губернатор прочел это письмо, он так взбесился, что его чуть не хватил инфаркт.
А Олоне строил уже другие, более грандиозные планы, чем захват одинокого корабля. Бравый флибустьер решил сколотить целый флот как минимум из десятка кораблей и атаковать богатый испанский город Маракайбо.

### Захват Маракайбо
Наиболее известной операцией Олоне является захват им испанской колонии Маракайбо. В конце апреля 1666 году Олоне, во главе флотилии из пяти (или восьми) судов c 400 (иногда ошибочно 1 660) человек команды на борту, покидает Тортугу. После первой стоянки в Байяхе на северном побережье Эспаньолы пираты захватывают испанский 16-пушечный торговый корабль, направляющийся из Пуэрто-Рико в Новую Испанию с грузом какао и драгоценностей. В трюмах корабля были найдены 120 тысяч фунтов какао, 40 тысяч пиастров и драгоценностей на 10 тысяч песо. Олоне отослал корабль на Тортугу, чтобы там разгрузить его и привести на остров Саону.
Пока основная флотилия шла до Саоны, им повстречался ещё один испанский корабль, шедший из Куманы (Венесуэла) с оружием и провизией для гарнизона Санто-Доминго. На нём было обнаружено 8 пушек, 7 тысяч фунтов пороха, мушкеты, фитили и 12 тысяч пиастров. Высадив пленных испанцев на берег, Олоне переименовал свой приз в «Пудрьер» («Пороховой погреб») и передал его под командование Антуану дю Пюи.
Тем временем корабль, нагруженный какао и переименованный в «Какаойер» («Мастер какао»), добрался до Тортуги, где губернатор острова Бертран д’Ожерон после разгрузки спешно направил его обратно к Олоне со свежим провиантом и подкреплением. Через две недели «Какаойер» догоняет флотилию и Франсуа делает его флагманом, а своё собственное 10-пушечное судно (с экипажем в 90 человек) передаёт Моисею Воклэну (англ. Moses Vanclein), командовавшему также собственной бригантиной с экипажем в 40 человек.
Кроме «Какаойера» (командир — сам Франсуа Олоне, экипаж 120 человек), двух кораблей Воклэна (общая численность команд — 130 человек) и «Пудрьера» (командир — Антуан дю Пюи, экипаж около 90 человек), во флотилию входили бригантина под командованием Пьера Пикара (фр. Pierre Le Picard) с командой в 40 человек и две небольшие барки, насчитывавшие на борту примерно по 30 человек каждая. Таким образом, всего в походе участвовало около 440 человек. Также к флотилии присоединился знаменитый пират Мишель д’Артиньи (фр. Michel le Basque), тем самым увеличив численность флибустьеров до тысячи.
Маракайбо расположен на берегу одноименного озера, соединенного с морем узким проливом, у входа в который находилось два острова — Вихилия (Сторожевой) и Паломас (Голубиный). На последнем находился форт, защищавший вход в бухту. Форт насчитывал 16 орудий крупного калибра. Население самого города составляло около четырёх тысяч человек, включая 800 солдат гарнизона форта.
Будучи хорошо вооруженными, пираты после трёхчасового штурма завладели крепостью, после чего корабли спокойно вошли в озеро и захватили город. По данным миссионера Жана-Батиста дю Тертра, из добычи было взято чеканного серебра на 80 тысяч пиастров, полотна — на 32 тысячи ливров. На рядового участника экспедиции пришлось до 200 экю добычи.

### ЗахватГибралтара
Через две недели, погрузив на свои корабли все мало-мальски ценное, что нашлось в городе, пираты уже надумали отправиться восвояси, но Олоне, воодушевленный легкой победой, решил «попутно» разграбить находившийся неподалёку, но защищенный непроходимыми болотами испанский город Гибралтар.
Однако уже наслышанный о бесчинствах пиратов в Маракайбо, губернатор Гибралтара на славу подготовился к встрече. Под ружье встали восемьсот человек — все боеспособные жители города. Плюс к этому стены Гибралтара защищала укрепленная батарея из двадцати двух орудий и редут с восьмью пушками. К городу через густой лес шла широкая просека, и хитрый губернатор приказал завалить ее и проделать другой проход, ведущий прямо в непроходимые болота.
Обо всех этих приготовлениях флибустьеры не знали. Решив, что Гибралтар захватить не сложнее, чем Маракайбо, Олоне для этой операции взял с собой всего триста пятьдесят человек, остальным же велел готовить корабли к отходу.
В этом походе прославленный пират чуть не погиб. На подходе к городу его маленькая армия попала под обстрел испанских орудий, а ложная дорога завела флибустьеров в глухие, топкие болота. С большим трудом выбравшись оттуда, пираты снова оказались под вражескими пулями.
Видя, что в лоб город не взять, Олоне пошел на хитрость: он развернул свой отряд и сделал вид, что пытается скрыться. Воодушевленные близкой победой испанцы покинули укрепления и ринулись вслед за беглецами. Заманив их поглубже в лес, пираты внезапно развернулись и яростно набросились на защитников города.
Когда битва закончилась, Олоне подсчитал свои потери: на поле боя остались лежать около семидесяти корсаров. Зато мертвых испанцев насчитали более пятисот. Чтобы зловоние разлагающихся трупов не мешало грабить город, Олоне велел пленным рабам нагрузить покойников в два старых баркаса, вывезти далеко в море и там бросить в воду.
Гибралтар был разграблен, кроме того, Олоне потребовал от жителей выкуп в 10 000 пиастров, грозя сжечь город. Получив деньги, Франсуа возвращается в Маракайбо, где также требует выкуп (уже в 30 000 пиастров). Таким образом, общая добыча в походе составила 250 000 пиастров наличными плюс на 100 000 пиастров награбленной добычи (включая десять процентов, которые были переданы губернатору д’Ожерону). 1 ноября 1666 года флибустьеры вернулись на Тортугу.

### Поход вНикарагуа
В ходе следующей операции он попытался опустошить целую страну — Никарагуа. После «шумного» успеха в Венесуэле ему ничего не стоило снарядить шесть кораблей и отряд флибустьеров численностью в 700 человек. Экспедиция направилась к мысу Кабо-Грасьяс-а-Дьос. Однако ветер стих, и течение отнесло флибустьеров к заливу Гондураса. Ожидая, когда погода позволит им продолжать плавание, пираты решили «прощупать», то есть пограбить, побережье. Их жертвами были небольшие поселки, чаще всего населенные индейцами, ловцами черепах. Так как флибустьеры не только опустошали их жилища, но и забирали даже лодки, индейцы оставались без средств к существованию.
Самой крупной добычей флибустьеров стал испанский двадцатипушечный парусник, захваченный в Пуэрто-Кабельо. Отсюда Олонэ предпринял марш в глубь страны. При этом он заставил пленных показывать ему дорогу. Это был невероятно тяжелый поход. Трудности создавали не только естественные препятствия, но и постоянные нападения испанцев, которые были предупреждены о продвижении Олонэ. Продвигаясь к Сан-Педро, Олонэ, как пишет Эксквемелин, проявлял по отношению к испанским пленным свою обычную жестокость.
«Уж если начинал пытать Олонэ,— пишет голландский врач в своей книге,— и бедняга не сразу отвечал на вопросы, то этому пирату ничего не стоило разрубить свою жертву на части, а напоследок слизать с сабли кровь. Он готов был убить любого испанца. Если кто-либо из них, убоявшись пыток или не выдержав их, соглашался провести пиратов к своим соотечественникам, но по растерянности находил путь не сразу, его подвергали адским мучениям и забивали до смерти».
Несмотря на сильное сопротивление испанских солдат, Сан-Педро все же перешел в руки флибустьеров. Однако большинство жителей спаслись бегством и надежно спрятали свое имущество. Тогда, взяв лишь небольшую добычу, Олонэ приказал поджечь город и возвратился на побережье. Силы его были истощены. Большие потери и малая добыча вызывали ропот в рядах пиратов.
Однако Олонэ с большим трудом сумел удержать команду от бунта, пообещав захватить богатый трофей. Три месяца спустя наконец флибустьеры обнаружили испанский корабль. Он оказался сильным противником, имея на борту 130 человек команды и 31 пушку. Флибустьеры жаждали добычи. Презирая смерть, они напали на противника. В то время как большие корабли флибустьеров взяли испанца под обстрел, отряд из четырех каноэ подошел к противнику с противоположной стороны и овладел судном. Однако вместо ожидаемых золота и серебра на корабле оказались только бумага и железо. Новое разочарование было столь велико, что удерживать в повиновении флибустьеров оказалось невозможным.
С командой немногим более 300 человек Олонэ в Гондурасском заливе тщетно выжидал свою добычу. Кроме того, из-за большого количества едоков у него вскоре закончился провиант, «и в поисках пищи пираты должны были держаться недалеко от берега; они убивали обезьян и всех зверей, какие только попадались».
С трудом продвигаясь в восточном направлении, люди Олоне достигли мыса Кабо-Грасьяс-а-Дьос, затем, повернув на юг, пошли к островам Маис (Корн-Айлендс) и Лас-Перлас, расположенным у побережья Никарагуа. В этом районе корабль налетел на риф. Вся команда тут же сошла на берег, забрав с борта пушки и тяжелые предметы. Однако эти меры не помогли — корабль не удалось снять с рифа. Проклиная свою судьбу, разбойники разобрали судно на части и приступили к строительству баркалоны. Через несколько месяцев, когда судно было построено, пираты собрались на общий совет. Было решено, что половина отряда во главе с Олоне отправится к побережью Никарагуа, захватит там несколько каноэ, а затем вернется за остальными. После этого, подняв паруса, баркалона ушла к устью р. Сан-Хуан. Однако попытка проникнуть по реке в глубь страны закончилась провалом. Испанский гарнизон, находившийся в форте Сан-Карлос-де-Аустрия, с помощью отряда дружественных индейцев нанес по французам удар из засады; «большая часть людей Олоне была перебита, а сам он был вынужден бежать».
Не смирившись с этим поражением, разбойники решили не возвращаться к своим товарищам, ожидавших их на островах Маис, а пройти вдоль берегов Коста-Рики и Панамы к Картахене и там попытаться захватить какой-нибудь испанский корабль. «Но впоследствии выяснилось, что Богу больше не угодно помогать этим людям, – сообщает Эксквемелин, – и он решил покарать Олоне самой ужасной смертью за все жестокости, которые он учинил над множеством несчастных. Итак, когда пираты прибыли в залив Дарьен, Олоне со своими людьми попал прямо в руки дикарей, которых испанцы называют индиос бравос». Видимо, это были каннибалы, так как Эксквемелин заканчивает словами: «Они разорвали Олонэ в клочья и зажарили его останки».
Лишь нескольким пиратам удалось спастись бегством и донести до Тортуги весть о страшной смерти прославленного флибустьера.

## Дополнительные факты
- Персонаж игры «Sid Meier’s Pirates!».

- Персонаж игры " The pirate: Carribean hunt"

- Стал прототипом персонажа Ророноа Зоро из манги One Piece.